# Vespa
Vespa (italsky „vosa“) je italská značka skútru, která byla zaregistrována 23. dubna 1946. Název vymyslel a továrnu založil podnikatel Enrico Piaggio. Vespa je velice oblíbeným dopravním prostředkem především v jižní a západní Evropě (Itálie, Spojené království atd.), předně kvůli své ceně a pohodlnosti cestování.

## Historie
Po skončení druhé světové války se zničená Itálie potýkala s propadem ekonomiky a hlavně poničenými silnicemi. Stejně tak byla značně oslabena kupní síla obyvatel. Enrico Piaggio, v jehož továrnách se dosud vyráběla letadla se rozhodl překlenout propad výroby levným dopravním prostředkem pro masy lidí. Využil příležitosti a začal vyrábět malé skútry s názvem Vespa.

## Design
První návrh vznikl už v roce 1944 a vzešel z připravovaného vojenského skútru pro výsadkáře. Vytvořili jej inženýři Renzo Spolti a Vittorio Cassini a je znám pod označením MP5 (Moto Piaggio no. 5), nebo také "Paperino" (česky "kačátko"). Enrico Piaggio s ním nebyl spokojen a požádal leteckého inženýra Corradina D'Ascania o nový návrh. Sám D'Ascanio považoval skútry za velké, špinavé a nespolehlivé stroje. Na modelu MP5 se mu nelíbila ani středová krytá část. Celý design vytvořil znovu jako prototyp MP6. Když Enrico Piaggio viděl tento skútr poprvé, zvolal "Sembra una vespa!" ( podobá se vose! ) a dal mu tak jméno  - VESPA.

## Patent
23. dubna 1946 ve 12:00 si společnost Piaggio na Ministerstvu průmyslu a obchodu nechala patentovat skútr.[zdroj⁠?!] Ten měl mít kompaktní rám, osmipalcová kola a motor s obsahem 98 cm³, který bude pohánět tuhou zadní nápravu.

## Modely

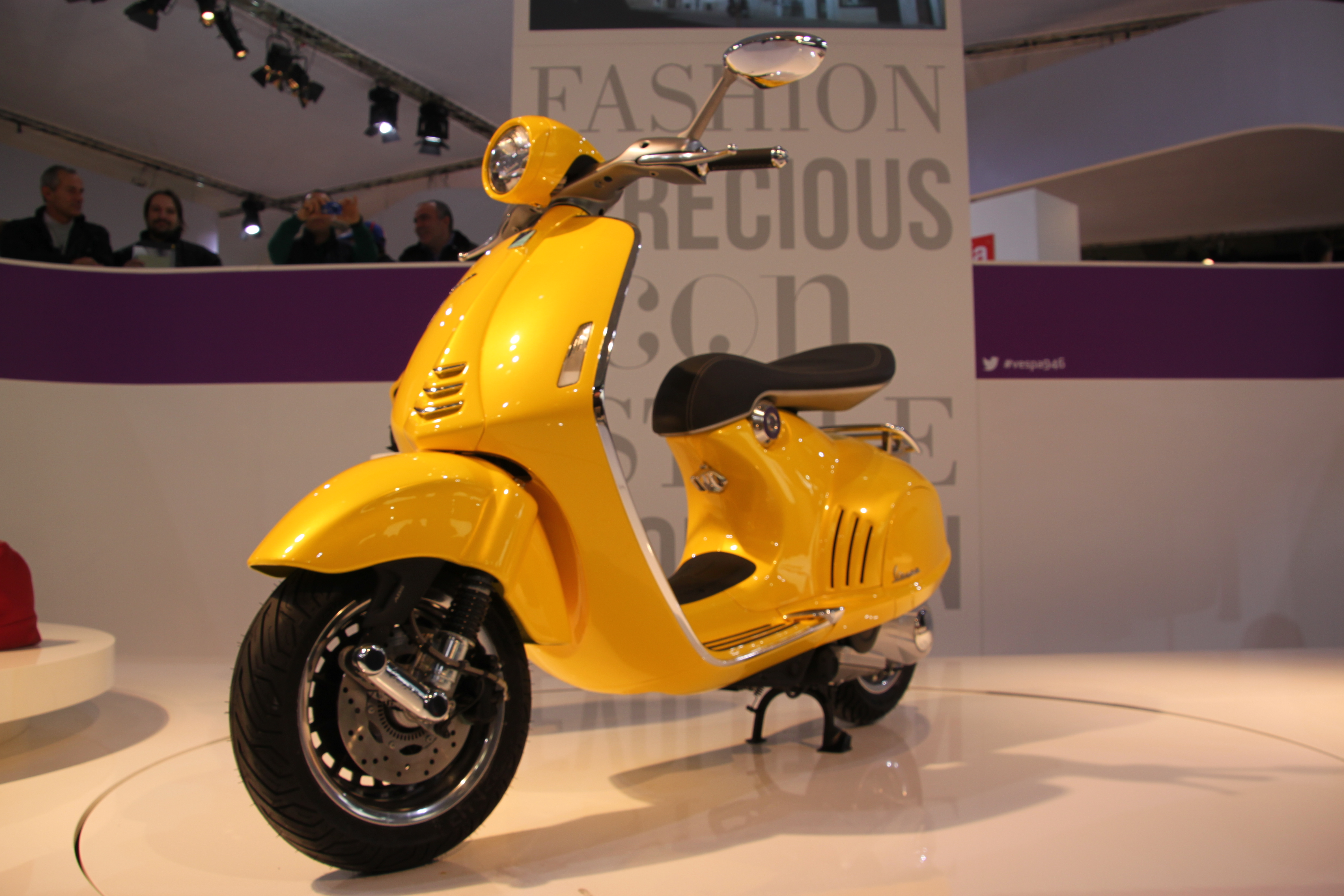
Vespa 946 - 2013

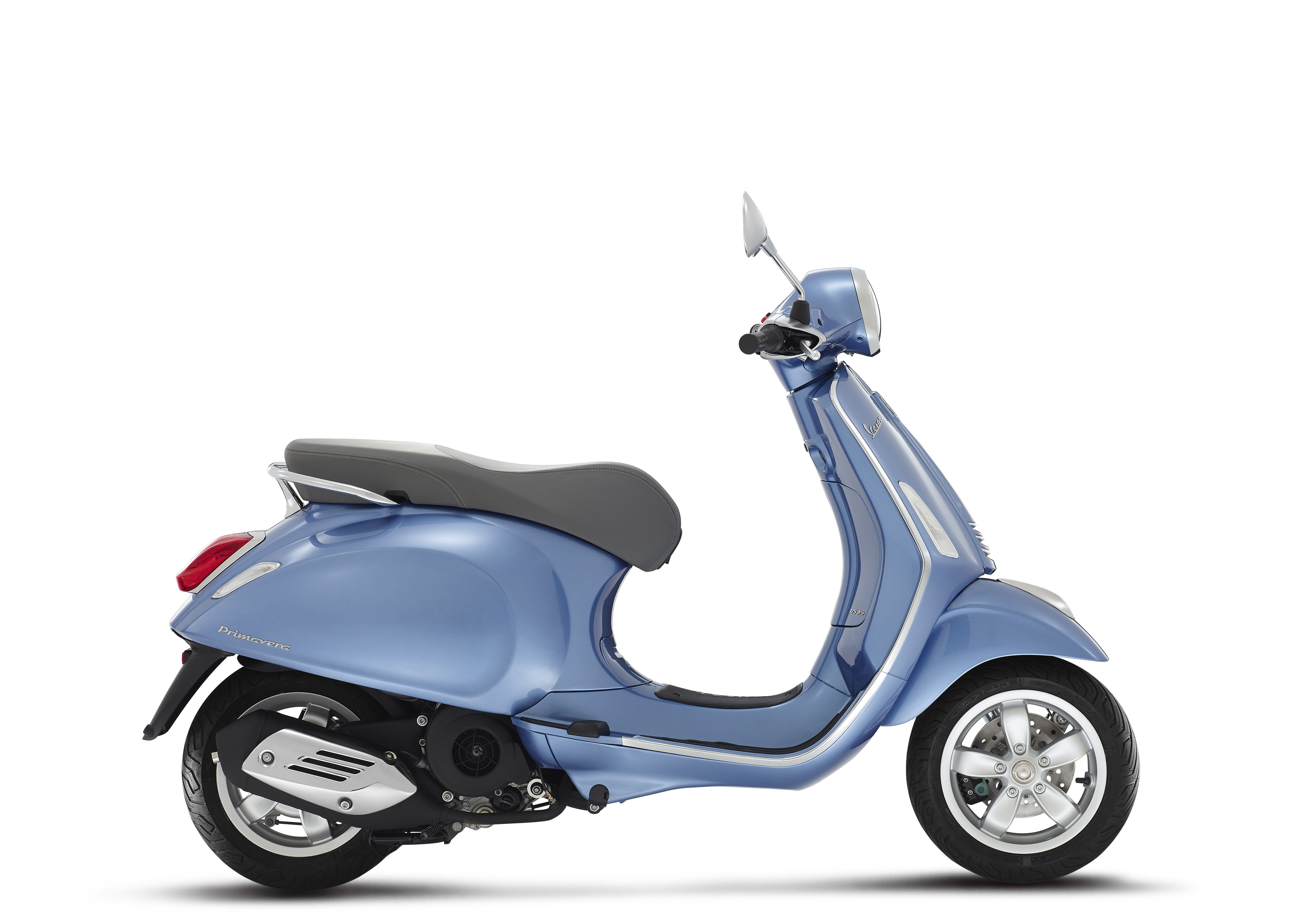
Vespa Primavera - 2013

2012
- S (50-150 cm³)
- LX (50-150 cm³)
- PX (125 a 150 cm³)Vespa 946 - 2013
- LXV (125 cm³)
- GTV (300 cm³)Vespa Primavera - 2013
- GTS (300 cm³)
- GTS Super (125 a 300 cm³)
- GTS Touring (300 cm³)

2013
- 946 (125 cm³)
- Primavera (50, 125 a 150 cm³)

Historické modely 

## Vespa v subkulturách
Vespa je také považována za oblíbený stroj subkultury skinheads čímž odkazují na své předchůdce[zdroj⁠?!] mods, u nichž byla Vespa také velmi populární.

## Vespa Club Česká republika
Vespa club v České republice založil Vítězslav Křížek v roce 2004. Původně se jmenoval Vespa Club Praha, ale později se přejmenoval dle mezinárodních zvyklostí na Vespa Club Czech Republic